# Penn Quakers

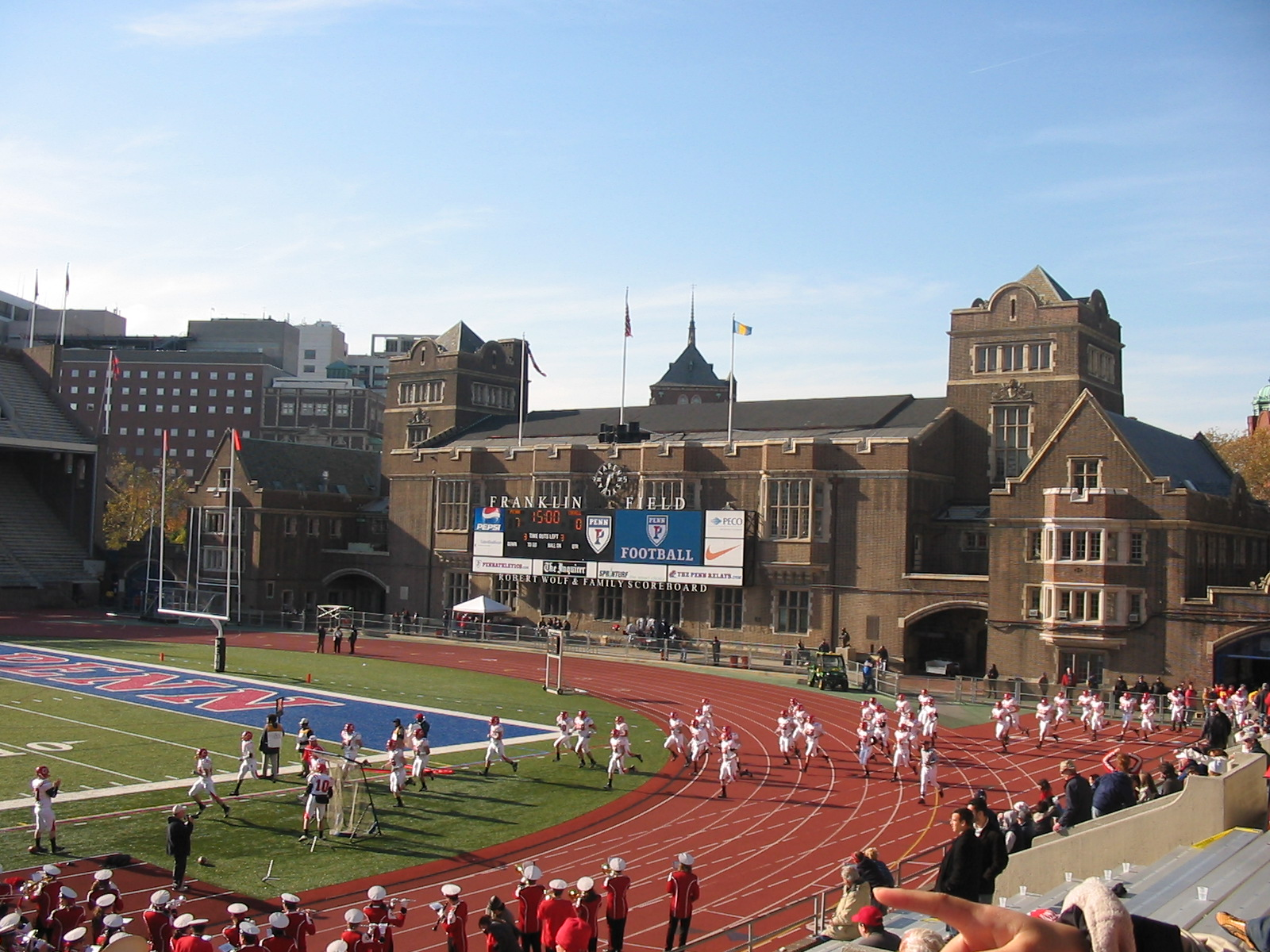
Franklin Field, el estadio de fútbol americano, lacrosse y atletismo de los Quakers.

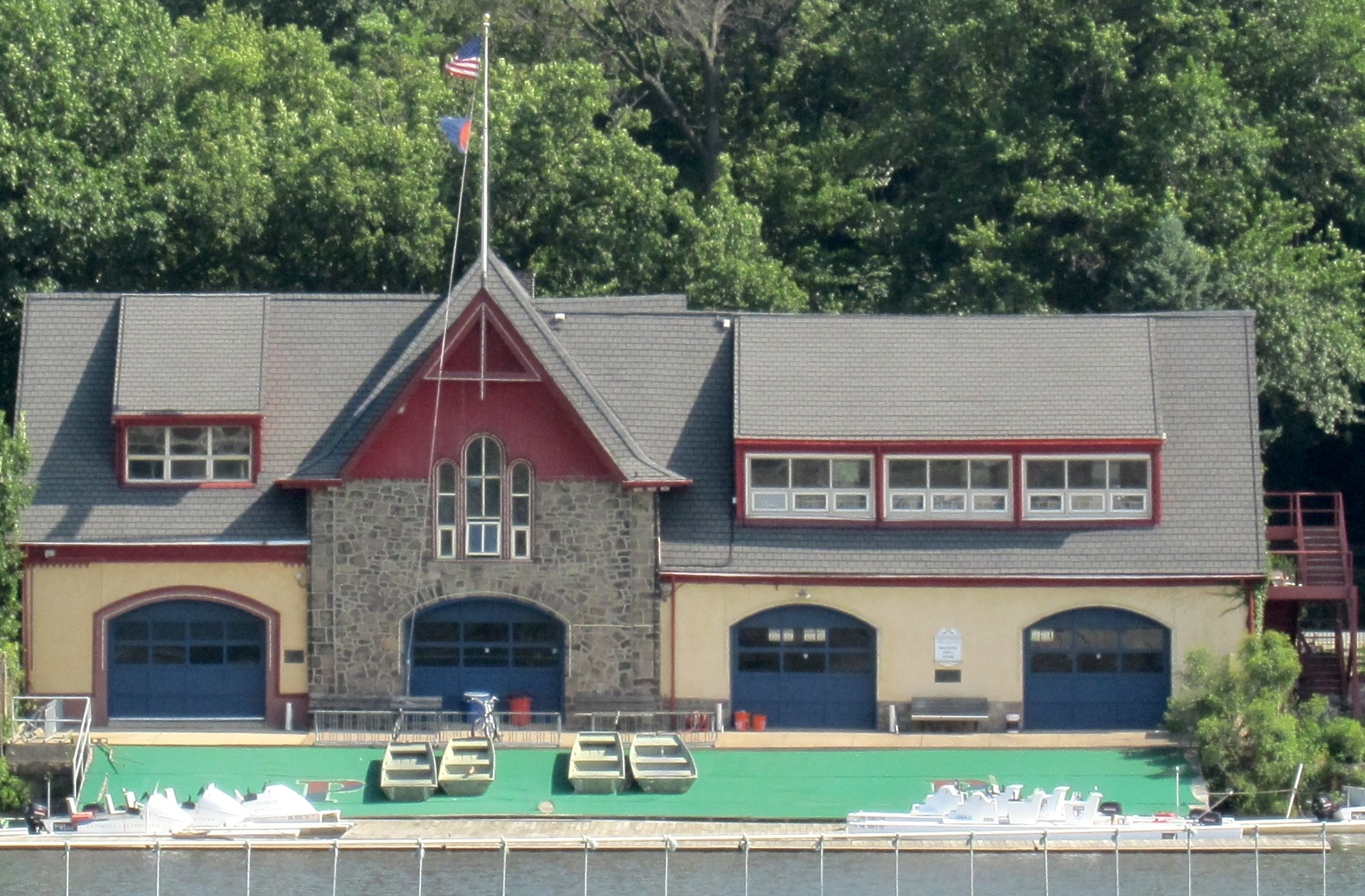
Sede del equipo de remo.

Penn Quakers (español: Cuáqueros de Pensilvania) es el nombre de los equipos deportivos de la Universidad de Pensilvania, situada en Filadelfia. Los equipos de los Quakers participan en las competiciones universitarias organizadas por la NCAA, y forman parte de la Ivy League, excepto los equipos de remo, que compiten en la Eastern Association of Rowing Colleges.

## Equipos
Los Quakers tienen 27 equipos, 13 masculinos y 14 femeninos:
| - Masculinos - Fútbol americano - Baloncesto - Béisbol - Esgrima - Golf - Atletismo - Tenis - Remo - Fútbol - Lucha - Squash - Natación - Lacrosse | - Femeninos - Baloncesto - Esgrima - Lacrosse - Golf - Remo - Fútbol - Natación - Tenis - Atletismo - Voleibol - Hockey sobre hierba - Softball - Gimnasia - Squash |

## Baloncesto
El equipo de baloncesto de Penn ha ganado en 25 ocasiones la Ivy League, la última vez en 2007. Han acudido al torneo final de la NCAA en 23 ocasiones, llegando una vez a la Final Four, en la que perdieron en semifinales contra Michigan State Spartans liderados aquel año por Magic Johnson. El equipo forma parte de los denominados Philadelphia Big Five, una especie de torneo interno no oficial que componen 5 universidades del entorno de Filadelfia. Además de Penn, se encuentran las universidades de La Salle, Saint Joseph's, Temple y Villanova. La mayoría de estos partidos se juegan en The Palestra, terreno de juego habitual de los Quakers, y que está considerado como uno de los pabellones más emblemáticos del país.
Once jugadores salidos de Penn han llegado a la NBA, aunque ninguno de ellos tuvo una carrera destacada como profesional.

## Fútbol americano
El equipo de fútbol americano data del año 1877, y a lo largo de su historia ha conseguido el título de conferencia en 13 ocasiones, la última de ellas en 2003. En los años 1894, 1895, 1897 y 1904 fueron considerados campeones nacionales.